# H.H. Engelbewaarderskerk (Hoorn)

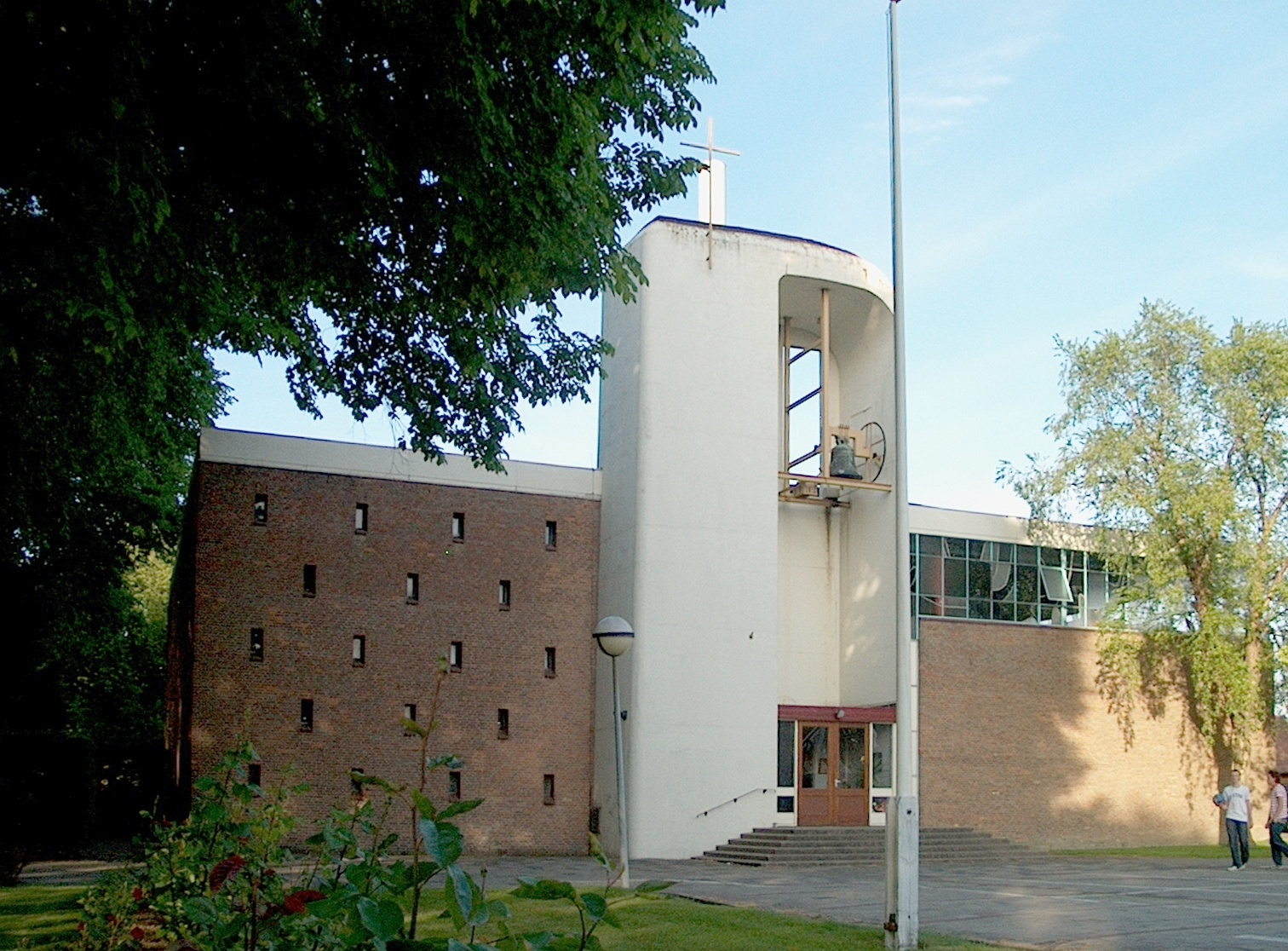

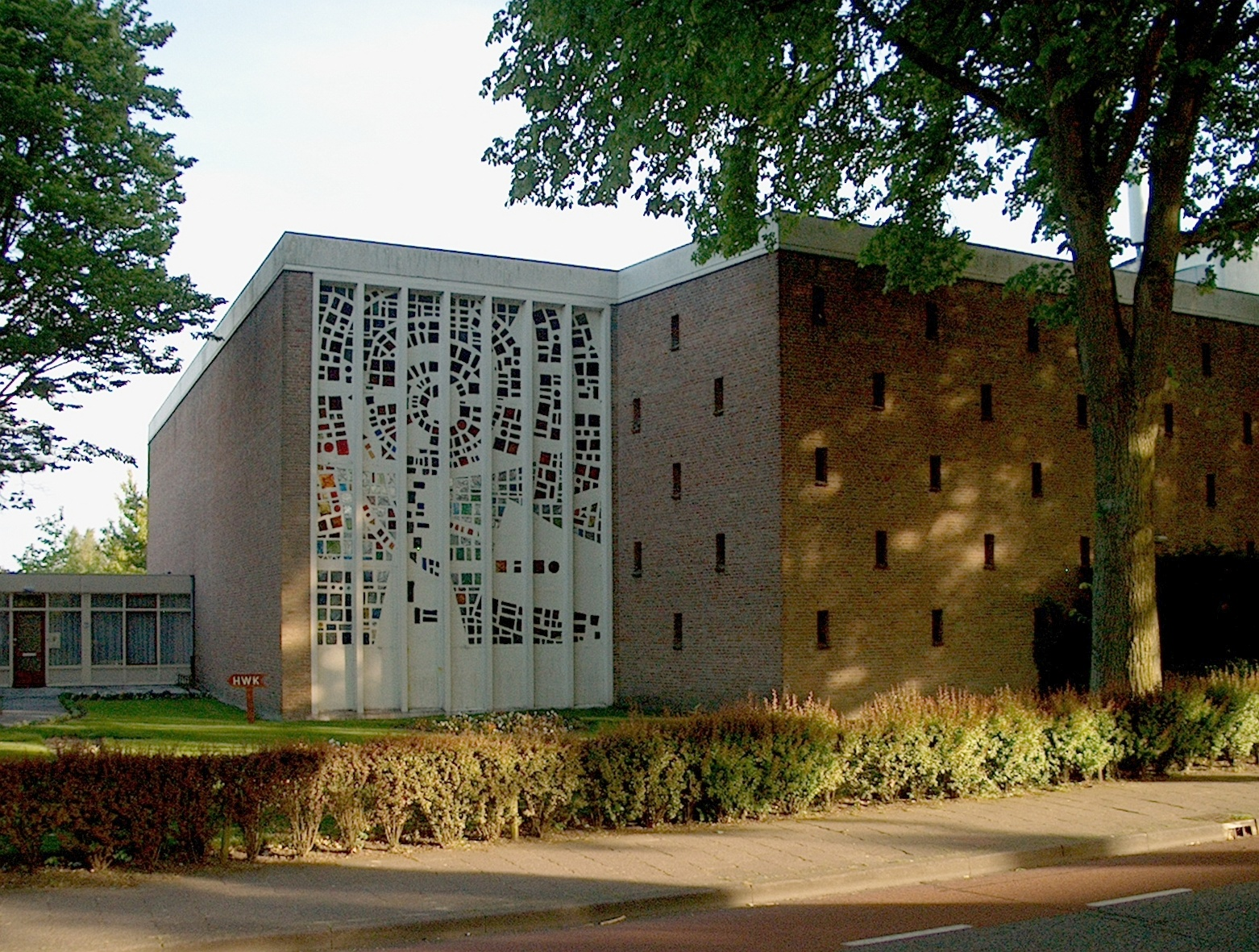

De H.H. Engelbewaarderskerk is een voormalige rooms-katholieke kerk aan de Johannes Poststraat in Hoorn (Noord-Holland). Met de bouw van de kerk werd officieel begonnen op 15 april 1958, omdat de H.H. Cyriacus en Franciscuskerk op het Grote Noord overbelast raakte. In september 2008 kwam het voorstel van het bisdom Haarlem om deze kerk te sluiten. In 2011 is de kerk daadwerkelijk gesloten.

## Oprichting en bouw
Het idee voor de bouw van een nieuwe kerk in Hoorn ontstond in 1949. In 1954 werden de eerste stappen ertoe genomen: onder leiding van deken Van der Meer ontstond er een bouwcommissie, die vergaderde in het St. Jansgasthuis. Dit leidde ertoe dat er een terrein werd opgekocht, en er op dat terrein op 15 januari 1958 een noodkerk werd geopend. De pastoor van deze noodkerk was E.J.M.Hupperetz.
In september 1960 werd de eerste steen van de kerk, toegewijd aan de heilige Engelbewaarders gelegd door de Hoornse oud-pastoor Huibers. In juli van het volgende jaar werd het orgel feestelijk in gebruik genomen en op 29 september 1961 werd de kerk - met de uitvoering van het gelegenheidsmuziekstuk Het Beloofde Land van Jos Moeskops - voor het eerst geopend. Het gebouw heeft een post-modernistische uitstraling gekregen en is opgedragen aan de Horinezen die tijdens de Tweede Wereldoorlog voor Arbeitseinsatz naar Duitsland waren gedeporteerd.
Hoewel de bouw van de kerk, mede dankzij de giften van de vele parochianen erg goedkoop uitviel, kwam het bestuur van de Engelbewaarderskerk al in 1962 in diepe schulden te zitten. Het dak moest spoedig na de opening worden vervangen en toen de vloer na enkele jaren onregelmatigheden begon te vertonen (er was niet geheid) moest daar ook veel aan verbouwd worden. Tussen 1989 en 1991 werd er opnieuw een verbouwing van de kerk uitgevoerd.
Het gebouw staat sinds september 2010 op de gemeentelijke monumentenlijst.

## Vormgeving
De kerk is gebouwd op een vrijwel vierkante plattegrond. De toren met afgeronde hoeken en open muren doet denken aan de stijl van Le Corbusier. De toren en het dak zijn beide van beton. De ramen zijn van staal. Het hooggeplaatste raam op het noorden en noordwesten loopt om de hoek door. Het grote venster aan de straatzijde is glas-in-beton en toont een engel.

## Nieuwe functie
Sinds 2011 is de kerk niet meer in gebruik voor de eredienst. In het gebouw is sindsdien een uitvaartcentrum gevestigd. Op 12 mei 2023 brak in de klokkentoren brand uit, waardoor uitvaartdiensten die dag niet in het gebouw plaats konden vinden. Bij de brand is geen grote schade ontstaan, wel rookschade.

## Noot
1. ↑  Buchner, Joost (2012). Architectuurgids Hoorn | 1960-2010. Architectuurcentrum Hoorn, Hoorn, p. 37.
2. ↑  Engelbewaarderskerk sluit de deuren[dode link], RTV Hoord-Holland
3. ↑  Redactie, Brand in uitvaartcentrum Johannes Poststraat in Hoorn; diensten vandaag elders. OnsWestfriesland (12 mei 2023). Gearchiveerd op 12 mei 2023. Geraadpleegd op 12 mei 2023.
4. ↑  Brand in uitvaartcentrum veroorzaakt door verdwaald kooltje. www.noordhollandsdagblad.nl. Gearchiveerd op 12 mei 2023. Geraadpleegd op 12 mei 2023.